# 2475 Semenov
2475 Semenov је астероид главног астероидног појаса чија средња удаљеност од Сунца износи 3,038 астрономских јединица (АЈ).
Апсолутна магнитуда астероида је 11,2.